# Gahro
Gahro (niedersorbisch Gary) ist ein Ortsteil der amtsangehörigen Gemeinde Crinitz im Nordosten des Landkreises Elbe-Elster in Brandenburg. Der Ort gehört dem Amt Kleine Elster (Niederlausitz) an und war bis zum 26. Oktober 2003 eine eigenständige Gemeinde.

## Lage
Gahro liegt in der Niederlausitz und ist Teil des Naturparks Niederlausitzer Landrücken. Die Städte Luckau und Finsterwalde sind Luftlinie jeweils etwa zwölf Kilometer entfernt. Umliegende Ortschaften sind der Luckauer Ortsteil Bergen im Nordosten, Crinitz im Osten, der Ortsteil Babben der Gemeinde Massen-Niederlausitz im Südosten, die zur Stadt Sonnewalde gehörenden Ortsteile Bahren, Dabern und Pahlsdorf im Südwesten sowie der zur Gemeinde Heideblick gehörende Ortsteil Weißack im Nordwesten.
Gahro liegt an der Landesstraße 56. Im Ort zweigt die Landesstraße 561 ab. Die Bundesstraße 96 (Finsterwalde–Luckau) verläuft etwa drei Kilometer westlich des Ortes. Die Autobahnanschlussstelle Calau an der Bundesautobahn 13 ist etwa zwölf Kilometer nordöstlich von Gahro entfernt. Nördlich von Gahro befindet sich das Naturschutzgebiet Gahroer Buchheide.

## Geschichte
Das Dorf Gahro wurde erstmals im Jahr 1452 als „Garow“ urkundlich erwähnt. Der Ortsname ist vom sorbischen „gorěti“ für „brennen“ abgeleitet und bedeutet möglicherweise „Brandstätte“. Für 1538 wird der Name „Garo“ genannt. Ernst Eichler schließt jedoch auch eine Ableitung von dem niedersorbischen „gora“ für „Berg“ (Siedlung auf einem Berg) nicht aus. Gahro ist ein Angerdorf.
Vor dem Wiener Kongress und den dort beschlossenen Gebietsabtretungen des Königreiches Sachsen an das Königreich Preußen gehörte Gahro zu Sachsen. Ab 1816 gehörte der Ort zum Landkreis Luckau der preußischen Provinz Brandenburg. 1818 hatte Gahro insgesamt 1.000 Gulden Schatzung abzugeben und gehörte zum Rittergut Weißack. Die Kirche war eine Filialkirche, ebenfalls von Weißack. Gahro war an einem Abzweig der Straße nach Sonnewalde gelegen. Spätestens ab 1828 hatte Gahro eine Schule, die auch von den Kindern der benachbarten Dörfer Bergen und Stiebsdorf besucht wurde.
1840 hatte Gahro laut der Topographisch-statistischen Übersicht des Regierungsbezirks Frankfurt a.d.O. 36 Wohngebäude mit 224 Einwohnern. Zum Dorf gehörten ein Forsthaus, eine Schäferei und eine Ziegelei. Bis 1864 sank die Einwohnerzahl im Ort Gahro allein auf 175 Einwohner in 27 Gebäuden, dazu kamen jedoch noch 12 Gebäude und 79 Einwohner in der zum Ort gehörenden Pechhütte (dem heutigen Wohnplatz Gahroer Pechhütte). Dazu kamen neben Forsthaus, Schäferei und Ziegelei noch vier Töpfereien.
Bis 1815 gehörte Gahro zum Luckauischen Kreis, dieser wurde nach den Gebietsänderungen des Wiener Kongresses in den Landkreis Luckau umgewandelt. Nach dem Zweiten Weltkrieg lag Gahro zunächst in der Sowjetischen Besatzungszone und anschließend in der DDR. Bei der am 25. Juli 1952 in der DDR durchgeführten Kreisreform wurde die Gemeinde dem Kreis Finsterwalde im Bezirk Cottbus angegliedert. Nach der Wende wurde der Kreis Finsterwalde in Landkreis Finsterwalde umbenannt und schließlich aufgelöst, die Gemeinde Gahro wurde dem Landkreis Elbe-Elster zugeordnet und schloss sich dem Amt Kleine Elster (Niederlausitz) an. Zum 26. Oktober 2003 wurde die Gemeinde Gahro nach Crinitz eingemeindet.

## Sehenswürdigkeiten
- Die evangelische Dorfkirche St. Johannes ist eine Feldsteinkirche, die im 14. Jahrhundert errichtet wurde. Der Saalbau verfügt im Westen über einen hölzernen Glockenturm aus dem 18. Jahrhundert, der im 19. Jahrhundert erneuert wurde. Die Fenster und Portale der Kirche wurden im Stil des Barock stich- und rundbogig vergrößert. In ihrem Inneren verfügt die Kirche über eine Holzdecke sowie eine dreiseitige Empore.[7]
- Vor der Kirche befindet sich ein Denkmal zu Ehren der Gefallenen aus dem Ort während des Ersten Weltkriegs aus dem Jahr 1919. Sowohl die Kirche als auch das Gefallenendenkmal stehen unter Denkmalschutz.

## Bevölkerungsentwicklung
| 1875 | 243 | 1939 | 226 | 1981 | 227 | 2011 | 198 |
| 1890 | 257 | 1946 | 407 | 1985 | 229 | 2016 | 168 |
| 1910 | 244 | 1950 | 387 | 1989 | 241 |      |     |
| 1925 | 234 | 1964 | 299 | 1995 | 223 |      |     |
| 1933 | 226 | 1971 | 295 | 2002 | 199 |      |     |